# Kracht (film)
Kracht is een Nederlandse film uit 1990 van Frouke Fokkema met in de hoofdrollen Theu Boermans en Anneke Blok. De film heeft als internationale titels Vigour en Strength.
De film is gebaseerd op een origineel scenario van Frouke Fokkema. De film werd door de kritiek goed ontvangen. De film bracht 6.632 euro op en trok 1.819 bezoekers in de bioscoop (bron: bezoekersstatistieken Nederlandse Film Producenten). Fokkema kreeg een Gouden Kalf voor de regie.

## Verhaal
Boer Bert Bollens is zijn vrouw verloren. De begrafenis loopt mis omdat de doodgravers motorpech krijgen en de kist te laat op de begraafplaats arriveert. Uiteindelijk cremeert Bollens zijn vrouw in zijn eigen oven. Met het wegvallen van vrouw Bollens raakt Bert ook zijn kredietwaardigheid bij de bank kwijt, aangezien zij het financieel brein was. De rouwende boer verwaarloost zijn bedrijf en zijn dieren en de pastoor raadt hem aan op er eens uit te gaan. Bollens gaat naar een landbouwtentoonstelling waar hij Roos Rozemond ontmoet, een schilderes en fotografe. Ze brengen de nacht met elkaar door, maar het is geen liefde die het stel verbindt. Bollens zoekt een nieuw financieel brein en een moeder voor zijn zoontje en vraagt Roos om met hem mee te gaan naar de boerderij. Ze gaat akkoord, op voorwaarde dat ze haar stadse bestaan op de boerderij mag voortzetten. Het experiment lijkt te mislukken omdat Roos geen echte boerin is. Roos probeert meer op Berts overleden vrouw te lijken, maar dat vergroot de afstand alleen maar. Een hevig conflict kan niet uitblijven en toont aan dat Bert en Roos te veel van elkaar verschillen. Roos verhangt zich en Bollens is voor de tweede keer weduwnaar.

## Rolverdeling
| Acteur            | Personage    |
| ----------------- | ------------ |
| Theu Boermans     | Bert         |
| Anneke Blok       | Roos         |
| Dave van Dinther  | Thomas       |
| Khaldoun el Mecky | Jeu          |
| Bert Geurkink     | Jo           |
| Mieke Verheyden   | Moeder       |
| Jaap Spijkers     | Slager       |
| Marisa van Eyle   | Slagersvrouw |
| Ivo Jacobs        | Slagerszoon  |
| Rogier Gerardu    | Slagerszoon  |
| Marieke Heebink   | Maria        |
| Eelco Vellema     | Hubert       |
| Dea Koert         | Marie-Louise |
| Myranda Jongeling | Marktvrouw   |
| Rik Launspach     | Sjors        |

## Productie
De film werd in Zuid-Limburg opgenomen, de meeste acteurs waren aangesloten bij theatergroep De Trust. Er werd verder medewerking verleend door de Fanfare
Sippenaeken, Toneelvereniging 'St. Laurentius' te Voerendaal, Toneelvereniging Palliter,en Volkstoneel Amstenrade. Voor de figuratie werden bewoners van het dorp Sippenaeken aangetrokken. De film werd gedeeltelijk in Limburgs dialect gesproken. Het was het filmdebuut van toneelschrijfster Frouke Fokkema. De rechten op het scenario van Kracht werden door Rutger Hauer aangekocht. 